# Lindsaea walkerae
Lindsaea walkerae är en ormbunkeart som beskrevs av William Jackson Hooker. Lindsaea walkerae ingår i släktet Lindsaea och familjen Lindsaeaceae. Inga underarter finns listade.